# Jet Li
Jet Li (n. 26 aprilie 1963), pe numele său real Li Lian Jie, este un maestru de arte marțiale, actor, regizor și producător de film, campion de wushu născut în Beijing, China, devenit ulterior cetățean al Republicii Singapore. S-a antrenat cu maestrul Wu Bin, iar până la vârsta de 17 ani își trecuse deja în palmares primul premiu la o competiție națională de wushu. 
Și-a făcut debutul actoricesc în 1982, cu filmul Templul lui Shaolin. A fost primul rol din multele care au urmat, în aceeași notă și care l-au făcut celebru pe Li (cel mai notabil exemplu este serialul Once Upon A Time In China). Primul rol într-un film de la Hollywood a venit odată cu Armă Mortală 4 (1998), iar primul rol principal într-un film hollywood-ian a venit odată cu Romeo Must Die (2000).
A jucat alături de Jackie Chan, în The Forbidden Kingdom (2008) și recent în Eroi de Sacrificiu, alături de Sylvester Stallone, Jason Statham, Dolph Lundgren, Eric Roberts, Bruce Willis și Arnold Schwarzenegger în producția regizată de Sylvester Stallone.

## Filmografie
| An   | Titlu                                    | Titlu chinez         | Rol                                              | Note |
| ---- | ---------------------------------------- | -------------------- | ------------------------------------------------ | --- |
| 1982 | Shaolin Temple                           | 少林寺               | "Jueh Yuan"                                      | |
| 1983 | Kids From Shaolin                        | 少林小子             | "San Lung"                                       | |
| 1986 | Born to Defend                           | 中華英雄             | "Jet" Director                                   | Debut regizoral aka Born to Defend (Australia) aka Born to Defense (USA)                                                          |
| 1986 | Martial Arts of Shaolin                  | 南北少林             | "Zhi Ming"                                       | aka Shaolin Temple 3: Martial Arts of Shaolin                                                                                     |
| 1989 | Dragon Fight                             | 龍在天涯             | "Jimmy Lee"                                      | |
| 1989 | The Master                               | 龍行天下             | "Jet"                                            | |
| 1991 | Once Upon a Time in China                | 黃飛鴻               | "Wong Fei Hung"                                  | |
| 1992 | Once Upon a Time in China II             | 黃飛鴻之二男兒當自强 | "Wong Fei Hung"                                  | |
| 1992 | Swordsman II                             | 笑傲江湖之東方不敗   | "Ling Wu Chung"                                  | aka The Legend of the Swordsman (USA)                                                                                             |
| 1993 | Tai Chi Master                           | 太極張三豐           | "Zhang Sanfeng" Producer                         | aka Twin Warriors (USA) |
| 1993 | Fong Sai Yuk                             | 方世玉               | "Fong Sai Yuk" Producer                          | aka The Legend |
| 1993 | Fong Sai Yuk II                          | 方世玉續集           | "Fong Sai Yuk" Producer                          | aka The Legend II |
| 1993 | Kung Fu Cult Master                      | 倚天屠龍記之魔教教主 | "Cheung Mo-Kei" Producer                         | aka The Evil Cult (USA) aka Lord of the Wu Tang aka Kung Fu Master                                                                |
| 1993 | Last Hero in China                       | 黃飛鴻之鐵雞斗蜈蚣   | "Wong Fei Hung" Producer                         | aka Claws of Steel aka Deadly China Hero                                                                                          |
| 1993 | Once Upon a Time in China III            | 黃飛鴻之三：獅王争霸 | "Wong Fei Hung"                                  | aka The Invincible Shaolin |
| 1994 | The Bodyguard from Beijing               | 中南海保鑣           | "Allan Hui Ching Yeung" / "John Chang" Producer  | aka The Defender aka Zhong Nan Hai bao biao                                                                                       |
| 1994 | Fist of Legend                           | 精武英雄             | "Chen Zhen" Producător                           | |
| 1994 | The New Legend of Shaolin                | 洪熙官之少林五祖     | "Hung Hei-Kwun" Producător                       | aka Legend of the Red Dragon |
| 1995 | High Risk                                | 鼠胆龍威             | "Kit Li"                                         | aka Meltdown |
| 1995 | My Father Is a Hero                      | 給爸爸的信           | ""Kung Wei"                                      | aka The Enforcer aka Letter To Daddy                                                                                              |
| 1996 | Black Mask                               | 黑俠                 | "Michael" / "Simon" / "Tsui Chik" / "Black Mask" | lansat în 1999 în SUA |
| 1996 | Dr. Wai in "The Scripture with No Words" | 冒險王               | "Chow Si Kit"                                    | aka Adventure King aka The Scripture With No Words                                                                                |
| 1997 | Once Upon a Time in China and America    | 黃飛鴻之西域雄獅     | "Wong Fei Hung"                                  | aka Once Upon A Time In China VI                                                                                                  |
| 1998 | Hitman                                   | 殺手之王             | "Fu"                                             | aka The Hitman aka The Contract Killer                                                                                            |
| 1998 | Lethal Weapon 4                          | 致命武器4            | "Wah Sing Ku"                                    | |
| 2000 | Romeo Must Die                           | 致命羅密歐           | "Han Sing"                                       | |
| 2001 | The One                                  | 最後一強             | "Gabe Law" / "Gabriel Yulaw" / "Lawless"         | |
| 2001 | Kiss of the Dragon                       | 龍之吻               | "Liu Jian" Associate Producer                    | |
| 2002 | Hero                                     | 英雄                 | "Nameless"                                       | lansat în 2004 în SUA |
| 2003 | Cradle 2 the Grave                       | 同盜一擊             | "Su"                                             | |
| 2005 | Unleashed                                | 不死狗               | "Danny" Producer                                 | aka Danny the Dog |
| 2006 | Fearless                                 | 霍元甲               | "Huo Yuanjia" Producer Presenter                 | aka Legend of a Fighter (Hong Kong)                                                                                               |
| 2007 | The Warlords                             | 投名狀               | "Pang Qing Yun"                                  | |
| 2007 | War                                      | 玩命對戰             | "Rogue" aka "Victor Shaw"                        | aka Rogue Assassin or Rogue |
| 2008 | The Forbidden Kingdom                    | 功夫之王             | "Sun Wukong the Monkey King" / "Silent Monk"     | |
| 2008 | The Mummy: Tomb of the Dragon Emperor    | 盜墓迷城3            | "Emperor Han"                                    | |
| 2009 | The Founding of a Republic               | 建國大業             | "Chen Shaokuan"                                  | aka Jian Guo Da Ye (lit. The Great Cause of China's Foundation) aka Founding of the Nation aka Lofty Ambitions of Nation Building |
| 2010 | Ocean Heaven                             | 海洋天堂             | "Sam Wong"                                       | |
| 2010 | The Expendables                          | 浴血任務             | "Yin Yang"                                       | |
| 2011 | The Sorcerer and the White Snake         | 白蛇傳說之法海       | "Reverend Fahai"                                 | |
| 2011 | Flying Swords of Dragon Gate             | 龍門飛甲             | "Chow Wai On"                                    | |
| 2012 | The Expendables 2                        | 浴血任務2            | "Yin Yang"                                       | |
| 2013 | Badges of Fury                           | 不二神探             | "Huang Feihong"                                  | |
| 2014 | The Expendables 3                        | 浴血任務3            | "Yin Yang"                                       | a cincia oară ca actor partner cu Jason Statham, a doua oară ca adversar al lui Mel Gibson după Lethal Weapon 4                   |

## Documentare
| An   | Titlu                 | Titlu chinez | Note          |
| ---- | --------------------- | ------------ | ------------- |
| 1983 | This is Kung Fu       | 中華武術     | Rol biografic |
| 1988 | Dragons of the Orient | 東方巨龍     | Rol biografic |
| 1988 | Abbot Hai Teng        | 少林海燈大師 | Rol biografic |
| 1992 | Lucky Way             | 大八掛       |               |
| 1994 | Shaolin Kung Fu       | 少林真功夫   |               |
| 1999 | Lee-Thal Weapon       |              |               |

## Jocuri video
| An   | Titlu                 | Role                                   | Note                  |
| ---- | --------------------- | -------------------------------------- | --------------------- |
| 2004 | Jet Li: Rise to Honor | "Kit Yun" (voce, actor motion-capture) | lansat în 2004 în SUA |